# Centropogon foliosus
Centropogon foliosus là loài thực vật có hoa trong họ Hoa chuông. Loài này được Rusby mô tả khoa học đầu tiên năm 1920.